# بیتوف (ناحیه نووی ییتشین)
بیتوف (به چکی: Bítov) یک منطقهٔ مسکونی در جمهوری چک است که در ناحیه نووی ییتشین واقع شده‌است. بیتوف ۴٫۳۹ کیلومتر مربع مساحت و ۴۲۸ نفر جمعیت دارد و ۳۶۰ متر بالاتر از سطح دریا واقع شده‌است.